# George Lindbeck
George Arthur Lindbeck (* 10. März 1923 in Luoyang, China; † 8. Januar 2018) war ein US-amerikanischer lutherischer Theologe und Professor an der Yale University.

## Leben und Wirken
1955 wurde Lindbeck von der Yale University promoviert, und zwar aufgrund einer Untersuchung über den mittelalterlichen Theologen John Duns Scotus. An der Yale Divinity School lehrte er bis zum Eintritt in den Ruhestand 1993. Die Yale University verlieh ihm 1998 die Wilbur Cross Medal.
Er ist Mitglied in der American Academy of Arts and Sciences (2000).

### Ökumenische Tätigkeiten
Lindbeck nahm als offizieller Beobachter des Lutherischen Weltbundes am Zweiten Vatikanischen Konzil teil. Später war er Vorsitzender der Gemeinsamen Römisch-katholischen/Evangelisch-lutherischen Kommission. Als solcher hat er die Stellungnahmen und Berichte dieser Kommission, deren deutsche Fassung im Sammelband Dokumente wachsender Übereinstimmung abgedruckt sind, unterzeichnet.

### Wissenschaftliche Bedeutung
Für die wissenschaftliche Theologie ist vor allem sein Buch The Nature of Doctrine von 1984 (deutsch:  Christliche Lehre als Grammatik des Glaubens, 1994) bedeutend, in dem er in Rezeption der Sprachspieltheorie des späten Ludwig Wittgenstein und des Religionsverständnisses von Clifford Geertz einen kulturellsprachlichen Ansatz entwickelt, der christliche Lehre als Regelsystem versteht.

### Rezeption im deutschsprachigen Raum
Um 2000 erschienen drei deutschsprachige Monographien zum Werk Lindbecks, eine Diplomarbeit in katholischer Theologie an der Universität Münster (Deeken), eine Dissertation in katholischer Theologie an der Universität Salzburg (Eckerstorfer) sowie eine Dissertation in katholischer Theologie an der Philosophisch-Theologischen Hochschule St. Georgen (Tambour).

## Werke
- Dialog unterwegs. Eine evangelische Bestandesaufnahme zum Konzil. Vandenhoeck & Ruprecht, Göttingen 1965
- The Nature of Doctrine. Religion and Theology in a Postliberal Age. Philadelphia 1984
  - The Nature of Doctrine, 25th Anniversary Edition: Religion and Theology in a Postliberal Age, Westminster Press 2009.
  - Christliche Lehre als Grammatik des Glaubens. Religion und Theologie im postliberalen Zeitalter. Gütersloh 1994 (deutsche Übersetzung von "The Nature of Doctrine")